# Rafael Marques Pinto
Rafael Marques Pinto (Río de Janeiro, Brasil; 22 de septiembre de 1983) es un futbolista brasileño retirado. Juegó de defensa y su último equipo fue Boavista de Brasil.

## Clubes
| Club             | País   | Año         |
| ---------------- | ------ | ----------- |
| Brasiliense      | Brasil | 2003        |
| Botafogo         | Brasil | 2004 - 2007 |
| Goiás            | Brasil | 2008        |
| Grêmio           | Brasil | 2009 - 2011 |
| Atlético Mineiro | Brasil | 2012 - 2013 |
| Hellas Verona    | Italia | 2013 - 2015 |
| Coritiba         | Brasil | 2015 - 2016 |
| Vasco da Gama    | Brasil | 2016 - 2019 |
| Boavista         | Brasil | 2019        |

## Palmarés

### Campeonatos Regionales
| Título             | Club             | País   | Año  |
| ------------------ | ---------------- | ------ | ---- |
| Campeonato Carioca | Botafogo         | Brasil | 2006 |
| Campeonato Gaúcho  | Grêmio           | Brasil | 2010 |
| Campeonato Mineiro | Atlético Mineiro | Brasil | 2012 |
| Campeonato Mineiro | Atlético Mineiro | Brasil | 2013 |

### Copas internacionales
| Título            | Club (*)         | País   | Año  |
| ----------------- | ---------------- | ------ | ---- |
| Copa Libertadores | Atlético Mineiro | Brasil | 2013 |

- Datos: Q3928956